# Erigeron calvus
Erigeron calvus là một loài thực vật có hoa trong họ Cúc. Loài này được Coville mô tả khoa học đầu tiên năm 1892.